# Champ TV
Champ TV (챔프TV) è un canale televisivo via cavo della Corea del Sud, aperto nel 2005 per trasmettere cartoni animati destinati a un pubblico infantile.
Soy Luna
Mermaid Melody Pichi Pichi Pitch
Winx Club